# Radio Grischa
Radio Grischa ist ein vom Bundesamt für Kommunikation (BAKOM) konzessioniertes Lokalradio im Kanton Graubünden und gehört zur Somedia Mediengruppe. Der Sender war vom 16. Februar 2015 bis zum 6. Dezember 2024 unter dem Namen Radio Südostschweiz (kurz: RSO) auf Sendung. 
Die Beiträge sind überwiegend deutsch, grossteils in den Dialekten des Bündner- und des Walserdeutsch. Einzelne Sequenzen werden auch auf Rätoromanisch und Italienisch ausgestrahlt.
Der Redaktionssitz befindet sich im Medienhaus der Somedia in Chur an der Sommeraustrasse 32.
Das Logo des Senders bildet das langjährige Steinbock-Maskottchen «Rocko» ab. Steinböcke werden generell mit dem Kanton Graubünden (Grischa) assoziiert, dessen Wappentier ein Steinbock ist.

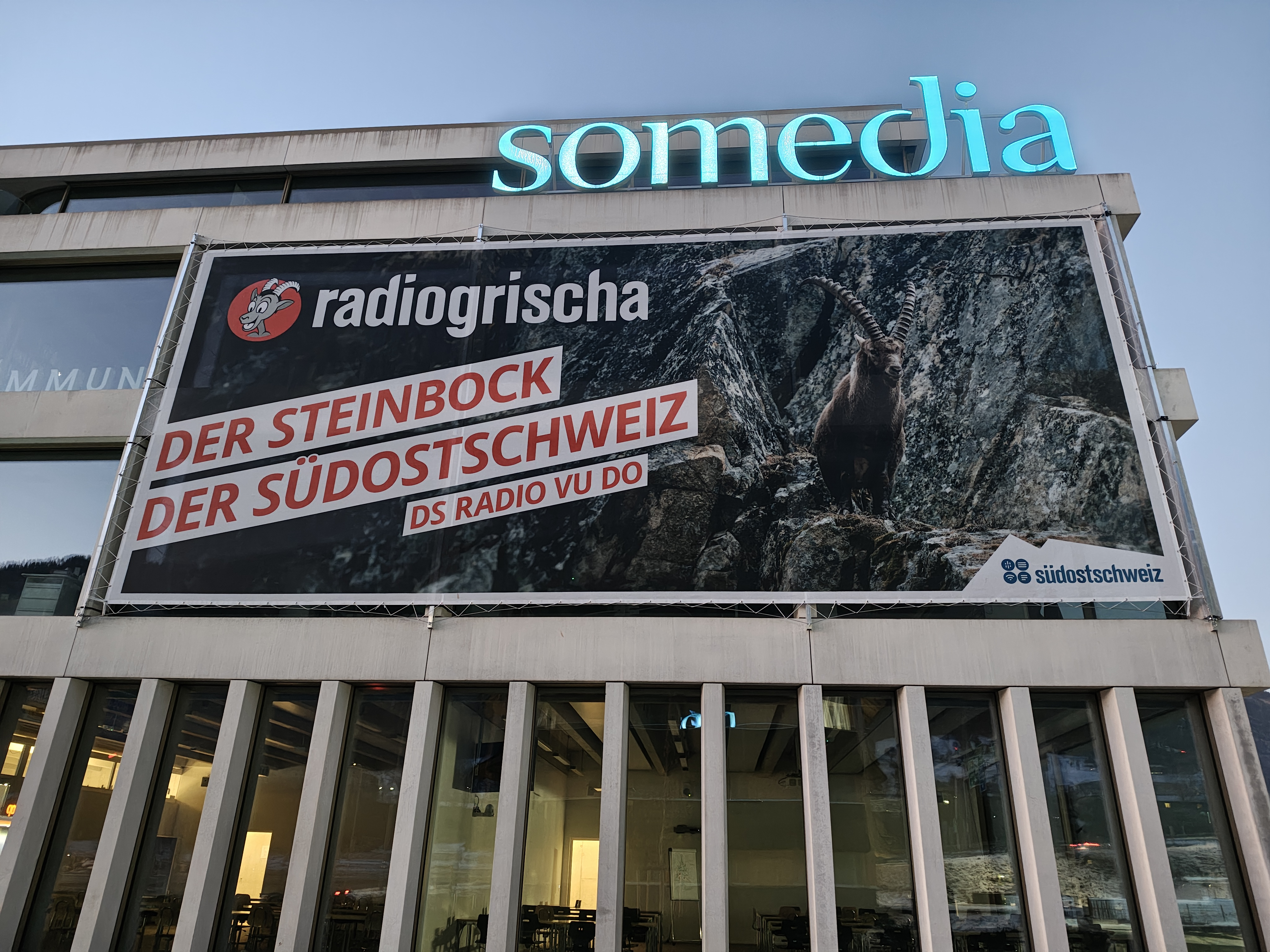
Somedia-Medienhaus mit Grischa-Werbebanner

## Geschichte

### Gründung und Sendestart
Ursprünglich wurde Radio Grischa zum 125. Jubiläum der Schweizerischen Bankgesellschaft (SBG, heute: UBS) 1987 als temporäre Radiostation während eines Monats gesendet. Zu diesem Zweck wurde ein gleichnamiger Verein gegründet. Das Radiostudio befand sich in den Räumlichkeiten der damaligen SBG an der Gäuggelistrasse in Chur. Leiter war der Berner Journalist und Radiopionier Matthias Lauterburg.
Das Radiostudio, darunter speziell die Sendeanlage mit Touchscreen, sorgte für einige Aufmerksamkeit. Radio Grischa war das erste computergesteuerte Radio Mitteleuropas. Medienfachleute aus ganz Europa und den Vereinigten Arabischen Emiraten besuchten das Studio des Radiosenders.
Das Programm des ersten Bündner Lokalradios stiess auf reges Interesse. Im August 1988 beschlossen die Verantwortlichen, eine Konzessions-Bewerbung für einen dauerhaften Betrieb beim Bund einzureichen. Die Radio Grischa AG wurde einen Tag zuvor gegründet.
Radio Grischa erhielt daraufhin die Konzession. Der offizielle Sendestart mit Vollprogramm war im Dezember 1988 in der Region Nordbünden/Sarganserland. Das Studio befand sich fortan in der Churer Neumühle an der Gürtelstrasse.

### 1990er und 2000er Jahre
Die Gasser AG (heute: Somedia) war ursprünglich als Minderheitsaktionärin am Radiosender beteiligt, bevor sie, bedingt durch finanzielle Schwierigkeiten der Radio Grischa AG, in den 90er-Jahren die Mehrheit der Aktien übernahm und den Sender definitiv ins Unternehmen eingliederte.
1995 zog der Sender von der Gürtelstrasse in neue Studioräumlichkeiten an der Masanserstrasse. In den 2000er-Jahren folgte ein weiterer Umzug an die Commercialstrasse.
Anlässlich des zehnjährigen Jubiläums brach Radio Grischa den Weltrekord im Dauerwunschkonzert. Zwischen November und Dezember 1998 wurden 5700 Musikwünsche in einem eigens dafür errichteten Studio über den Äther geschickt. Der Rekord wurde im Guinness-Buch der Rekorde 2000 festgehalten.

### Zweiter Weltrekord und Fusion mit Radio Engiadina
2011 brach Radio Grischa mit den Churerinnen Sarah Capaul und Myriam Thomann den Weltrekord im Dauertelefonieren und erhielt infolgedessen einen Eintrag ins Guinnessbuch der Rekorde. Das Telefonat dauerte 43 Stunden, 8 Minuten und 55 Sekunden.
2013 wurde die Fusion mit dem Engadiner Ableger, Radio Engiadina, verkündet. Vor der Fusion wurden die meisten Programmgefässe bereits von Radio Grischa übernommen. Radio Engiadina stellte den Sendebetrieb Ende Jahr ein, seit Januar 2014 wird auf allen Engadiner Frequenzen Radio Grischa ausgestrahlt.

### Rechtsstreit mit der Radio Südost AG
2014 wurde die Konzession für das neue erweiterte Sendegebiet Graubünden, Sarganserland und Glarus definitiv an Radio Grischa vergeben. Das Bundesverwaltungsgericht hatte die Klage der Radio Südost AG gegen die Konzessionserteilung an Radio Grischa als gegenstandslos abgeschrieben. Damit wurde der Konzessionsentscheid aus dem Jahre 2008, der zu einem jahrelangen Rechtsstreit zwischen der Südostschweiz Medien AG und der Radio Südost AG geführt hatte, definitiv bestätigt. Der Fall geriet bis vor den Gerichtshof für Menschenrechte in Strassburg, wo Schawinski endgültig unterlag.
Die Initianten des unterlegenen Senders Radio Südost, Roger Schawinski, Stefan Bühler, Daniel Siegel und Matthias Eppenberger argumentierten vergeblich, dass mit dem Entscheid des UVEK die Meinungs- und Angebotsvielfalt nicht gewährleistet sei.
Das UVEK kam nach einer vorhergehenden Überprüfung zum Schluss, dass die Südostschweiz Mediengruppe in gewissen Bereichen durchaus eine marktbeherrschende Stellung aufwies, jedoch habe es «keine stichhaltigen Anhaltspunkte für einen publizistischen, systematischen und zukunftsgerichteten Missbrauch» gegeben.

### Umbenennung in Radio Südostschweiz
Im selben Jahr wurde die Umbenennung des Senders angekündigt. Fortan wollte man unter der Marke «RSO - Radio Südostschweiz» auftreten, analog der Dachmarke der Medienfamilie. Die Umbenennung wurde damit begründet, dass das Sendegebiet 32 laut Bakom nun den Kanton Glarus beinhaltete. «La Grischa» ist eine volkstümliche Bezeichnung für den Kanton Graubünden. Anzumerken ist, dass der Radiosender seit Sendestart im Jahr 1988 das St. Galler Sarganserland abdeckt, welches ebenfalls ausserhalb des Bündner Kantonsgebiets liegt.
Anfang 2015 zogen Studio und Redaktion von der Comercialstrasse 22 in das damals neu eingeweihte Medienhaus. Zeitgleich wurde die Umbenennung in Radio Südostschweiz vollzogen.

### Rechtsstreit um Marke und Konzession mit der Radio Alpin Grischa AG
Ab Dezember 2024 wurde das Programm, inmitten eines Rechtsstreits mit den Eigentümern der Radio Alpin Grischa AG um die BAKOM-Konzession und die Marke «Radio Grischa», wieder unter seinem alten Namen gesendet. Unter der Marke Radio Südostschweiz wird seither ein Webchannel betrieben, der ein reines Musikprogramm sendet. 
Die Konzession war bereits im Januar 2023 Radio Alpin Grischa AG zugeschlagen worden. Mit ihrem neuen Projekt «Radio Alpin», welches im April 2024 nachträglich in «Radio Grischa» umbenannt wurde, bewarben sich Schawinski und Bühler nun bereits ein zweites Mal für die Konzession im Versorgungsgebiet 32.
Das Bundesverwaltungsgericht entschied im Januar 2025, dass die Südostschweiz Radio AG die Konzession zurückerhält, nachdem Radio Alpin von Roger Schawinski nach einer Beschwerde doch keine Konzession erhielt. Daraufhin reichten Schawinski und Bühler einen Revisionsantrag beim Bundesverwaltungsgericht ein, der gutgeheissen wurde. Das Verfahren wurde demgemäss wieder eröffnet, das definitive Urteil steht noch aus.
Im März 2025 wurde bekannt, dass das Eidgenössische Institut für Geistiges Eigentum (IGE) die Wortmarke «Radio Grischa», auf Antrag der Initianten von Radio Alpin, wegen Nichtgebrauchs aus dem Marken-Register gelöscht hat. Das Grischa-Logo mit Steinbock ist als Wort-Bild-Marke weiterhin geschützt.
Nach schweizerischem Recht erlischt der Markenschutz, wenn eine eingetragene Marke während mindestens fünf Jahren nicht kommerziell genutzt wird. Die Somedia hatte die Wortmarke «Radio Grischa» zwischen 2015 und 2024, als Folge der inzwischen rückgängig gemachten Umbenennung des Senders, nicht kommerziell gebraucht. Damit ist das Schutzrecht erloschen. Laut Silvio Lebrument, Verwaltungsratspräsident der Somedia, sei «Radio Grischa» als Wortmarke nun nicht mehr schützbar, daher verzichte man auf einen Gang vors Bundesgericht. «Dennoch senden wir aber weiterhin als Grischa.»

## Verbreitung

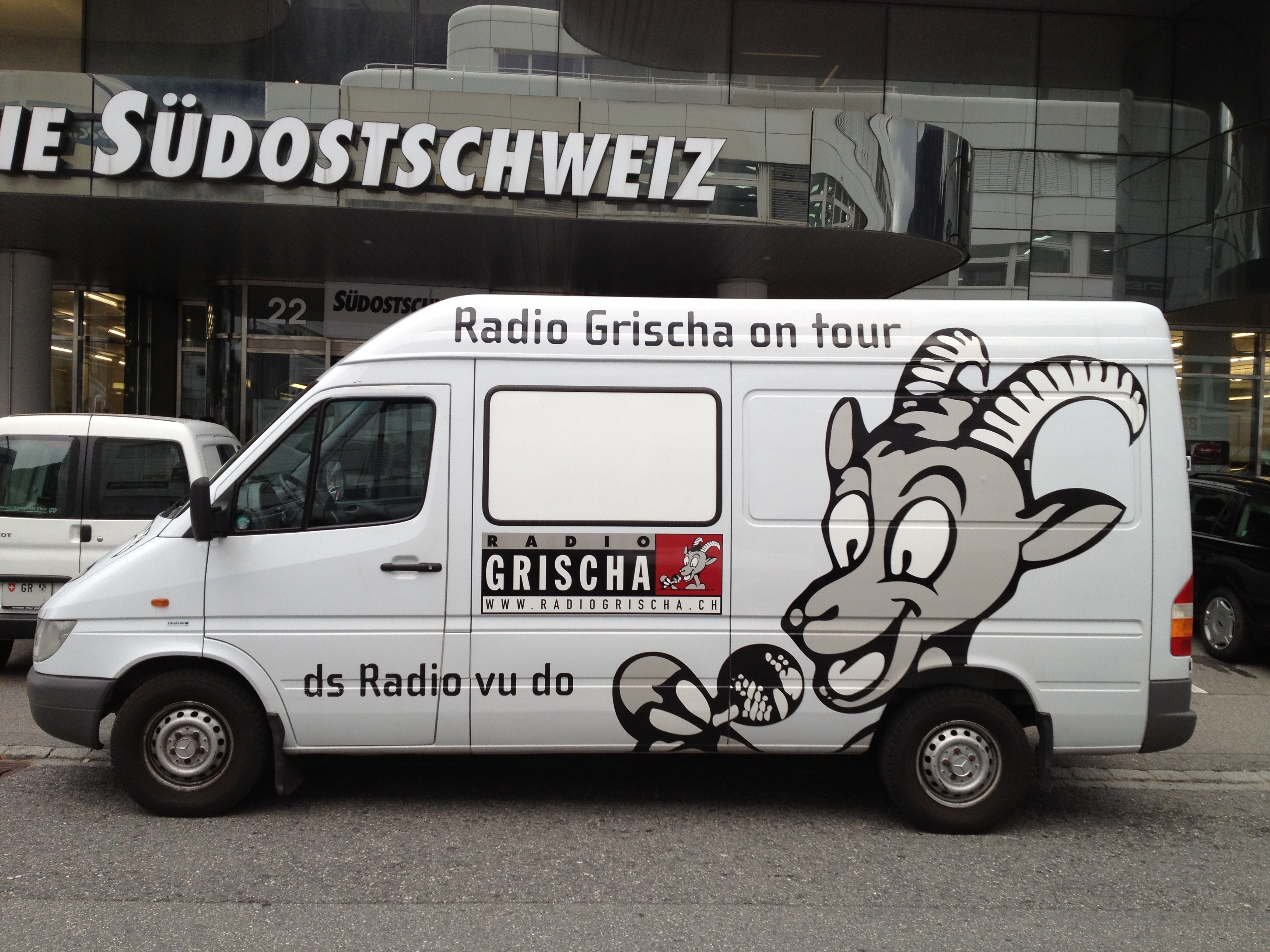
Das Radio-Grischa-Sendeauto

Radio Grischa wird (Stand 2025) auf den folgenden UKW-Frequenzen ausgestrahlt:
| Ortschaft/Region | Frequenz |
| ---------------- | -------- |
| Ruschein         | 89,60    |
| Sils i. D.       | 94,50    |
| Feldis           | 95,10    |
| Brämabüel        | 97,20    |
| Brambrüesch      | 99,20    |
| Gotschnagrat     | 99,70    |
| Balveins         | 100,20   |
| Walenstadtberg   | 102,00   |
| Crap S. Gion     | 105,00   |
| Valzeina         | 107,00   |

Ausserdem wird der Sender im Internet und über DAB+ im Kanal 7A (Nordschweiz) und Kanal 8C (Tessin) der SMC sowie im Kanal 12D (Graubünden) der SRG verbreitet. Darüber hinaus ist der Sender auf der Radiobranchen-Plattform «Swiss Radioplayer» vertreten.

## Programm
Nebst Wetter- und Verkehrsmeldungen produziert die Somedia Regionalnachrichten, die das Sendegebiet 32 abdecken und auf dem Sender ausgestrahlt werden. Nationale und internationale Nachrichten werden von der CH Media bezogen. Weiter werden Informations-, Talk- und Unterhaltungssendungen intern produziert.
Der Musikmix setzt sich aus aktueller Popmusik sowie bekannten Liedern der letzten Jahrzehnte zusammen. Ein weiterer Schwerpunkt sind heimische Produktionen und Mundart-Musik, die im Schweizer Quervergleich einen hohen Anteil der gespielten Titel ausmachen. Ferner werden zahlreiche Lieder regionaler Interpreten gespielt.

### Moderation
Zu den Moderatoren gehören u. a. Francesca Albertini, Hanna Ambühl, Katharina Balzer-Brändli, Luca Batista, Chiara Beltraminelli, Jessica Caprez, Luciano Cherry, Immanuel Giger, Armena Küchler, Sara Marti und Jessica Müller.